# Ukrajinská republikánská kapela

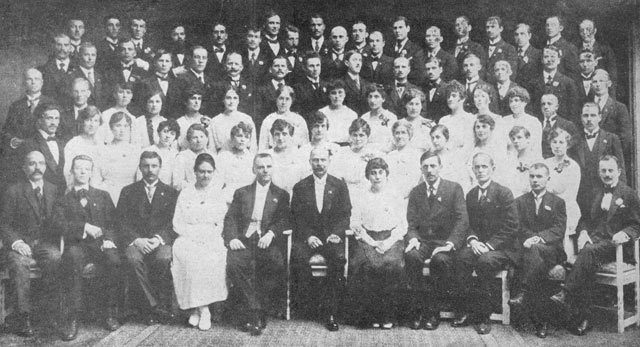
Ukrajinská republikánská kapela v Praze (1919)

Ukrajinská republikánská kapela (také Ukrajinská republiková kapela, ukrajinsky Українська Республіканська Капела) byl smíšený pěvecký sbor, který byl založen 2. ledna 1919 v Kyjevě pod patronátem Symona Petljury (sbormistři Kyrylo Stecenko, Oleksander Košyc) za účelem propagace ukrajinské hudby a kultury v zahraničí. Od února 1919 do konce července 1920 kapela ve složení 80 lidí uspořádala velmi úspěšné koncertní turné v Evropě – v Československu, Rakousku, Švýcarsku, Francii, Belgii, Nizozemsku, Anglii a v Německu. Zde se po koncertě v Berlíně kapela rozpadla.

## Nástupnická hudební tělesa

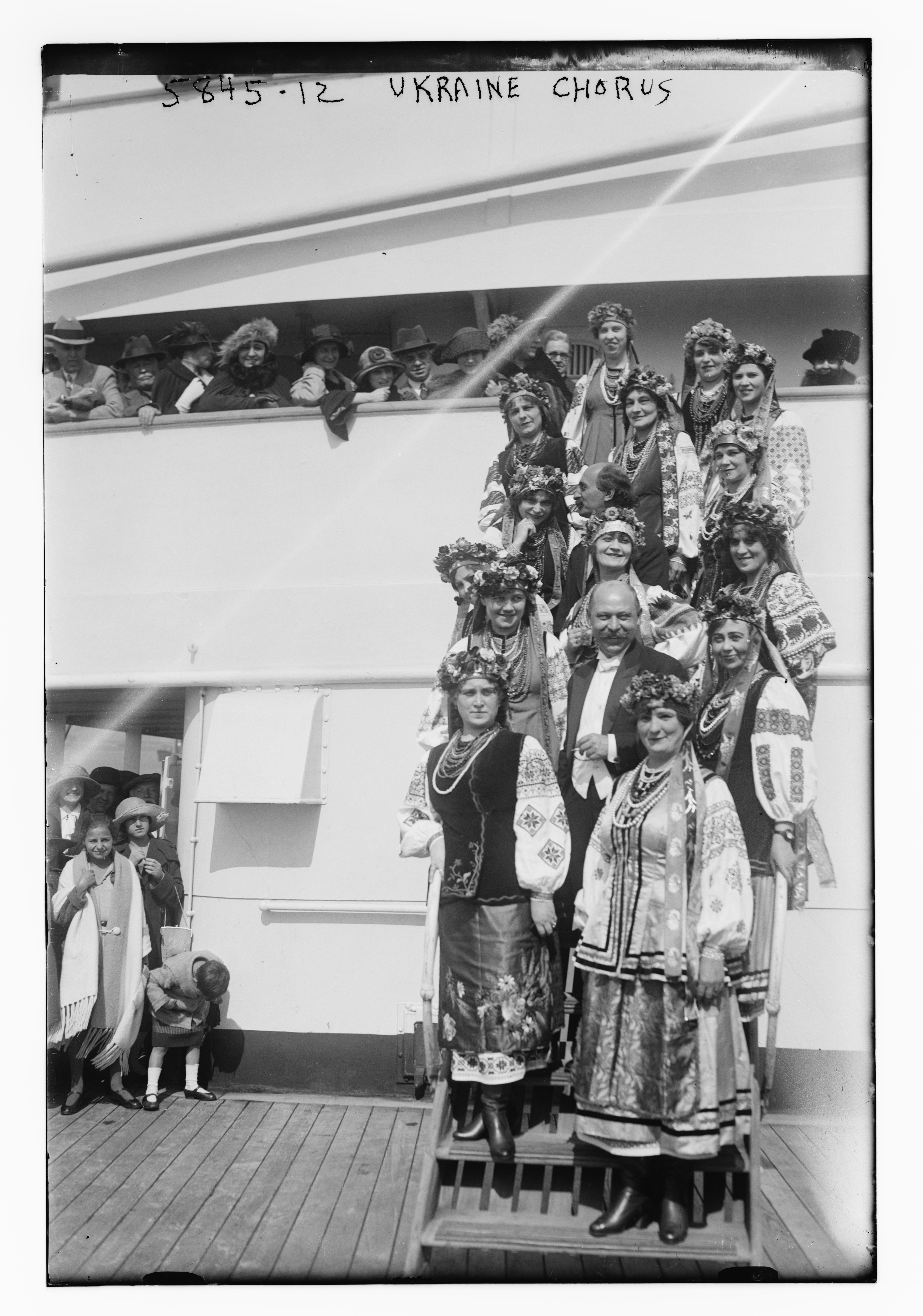
Ukrajinský národní sbor v USA (1922)

Ukrajinská republikánská kapela se rozpadla na tři samostatné sborové útvary. Skupina O. Prychoďka (18 lidí) zamířila do Zakarpatí, aby se usadila v Užhorodě a založila Spolek „Kobzar“, později též divadlo. Skupina M. Kyryčenka se vydala na turné do Španělska. Drtivá většina kapely pod vedením Oleksandra Košyce zamířila přes Československo do Polska. Zde se z ní ve Varšavě zformoval tzv. Ukrajinský národní sbor (ukr. Український Національний Хор), který v zimě 1921 vyrazil na turné do Španělska, Francie, Belgie, Německa a USA, kde vzhledem k nepříznivému politickému vývoji na Ukrajině zůstal. V období mezi říjnem 1922 a březnem 1923 sbor měl 138 koncertů v USA. Celkový počet koncertů ve státech Severní a Jižní Ameriky (sbor vystoupil např. v Brazílii, Argentině, Uruguayi, na Kubě,…) překročil devět set. V roce 1924 Ukrajinský národní sbor zanikl.

## Repertoár a odkaz
Ukrajinská republikánská kapela (později Ukr. nár. sbor) interpretovala hlavně tvorbu skladatelů Mykoly Lysenka, Mykoly Leontovyče, Kyryla Stecenka a Oleksandra Košyce, v níž se harmonicky pojednal odkaz ukrajinského folklóru s nejlepší tradicí pravoslavné duchovní a liturgické hudby. Kapela dle dobových svědectví dokázala vyprodat nejvýznamnější evropské a světové koncertní síně a vzbudit poměrně velký ohlas, čímž přispěla k reprezentaci vysoké hudební kultury Ukrajiny.